# Лякросс на летних Олимпийских играх 1932
Соревнования по лякроссу во время летних Олимпийских игр 1932 года прошли в качестве показательного вида состязаний. В них приняли участие команды из Канады и США, сыгравшие друг с другом три матча. Австралия и Великобритания отказались от участия из-за финансовых проблем. Команда США выиграла два матча из трёх. Олимпийские медали командам не вручались.

## Результаты матчей
| США    | 5 | - | 3 | Канада |
| Канада | 5 | - | 6 | США    |
| США    | 3 | - | 4 | Канада |

## Составы команд
Канада
- Ричард Бакингем (защитник, капитан, Манитоба)
- Генри Бейкер (Британская Колумбия)
- Джозеф Ф. Бёргин (Онтарио)
- Норман А. Гейр (Онтарио)
- Дж. Стюарт Гиффорд (Британская Колумбия)
- Кеннет Э. Кэлбек
- Джон Г. Маккуорри
- Бернар Макэвой
- Роулэнд В. Мерсер (Британская Колумбия)
- Ивон Пакен (Квебек)
- Энтони Пеллетье (Онтарио)
- А. Норман Расселл
- Мэттью Ф. Ромер (Онтарио)
- Брайс Спринг (Британская Колумбия)
- Харольд Д. Уоллес (Онтарио)
- Джек А. Уорти (Онтарио)
- Джон Фрейзер (Британская Колумбия)
- Ред Фрейзер (Британская Колумбия)
- Уильям Харрисон (Онтарио)
- Ф. А. Хокинс (Манитоба)

Тренеры — Дэн Маккензи и А. Гордон Спринг
США (команда Университета Джонса Хопкинса)
- Джеймс Уилкокс Айвз
- Фрэнсис Генри Билер
- Уильям Фредерик Вейцель
- Лорн Рэндольф Гилд
- Джозеф Кавендиш Даррелл
- Дональдсон Нейлор Келли
- Калеб Редгрейв Келли
- Уолтер Фрэнсис Кнейп
- Миллард Ланг[англ.] (нападающий)
- Маршалл Дюэр Макдорман
- Джеймс Меррикен
- Джордж Фредерик Паккард
- Питер Уильям Рейнольдс
- Дуглас Хоффман Стоун
- Фриц Рудольф Стьюд (вратарь)
- Джон Иглхардт Тернбулл
- Уильям Харрисон Триплетт
- Чёрч Ярли

Тренер — Рэй Ван Орман